# Гай Клавдій Центон
Гай Кла́вдій Це́нтон (290 — 212 роки до н. е.) — політичний, державний та військовий діяч Римської республіки часів Другої Пунічної війни, консул 240 року до н. е.

## Життєпис
Походив з патриціанського роду Клавдіїв. Син Аппія Клавдія Цека, консула 307 року до н. е. Про молоді роки його мало відомо. 
У 240 році до н. е. Гая Клавдія обрано консулом разом з Марком Семпронієм Тудітаном. У 225 році до н. е. обрано цензором разом із Марком Юнієм Пера. Брав активну участь у житті республіки під час Другої Пунічної війни. У 216 році до н. е. призначений інтеррексом внаслідок того, що під час обрання диктатором Луція Ветурія Філона було виявлено порушення. Центону було доручено обрати нових консулів. Ними стали Гай Терренція Варрон та Луцій Емілій Павло.
У 213 році до н. е. обраний диктатором для проведення виборів вищих магістратів. Завдяки Центону новими консулами стали Квінт Фульвій Флак, його начальник кінноти, та небіж Центона — Аппій Клавдій Пульхр. Незадовго після того Гай Клавдій Центон помер.

## Родина
Діти:
- Гай Клавдій Центон